# 赫苏斯·里卡多·安古洛
赫苏斯·里卡多·安古洛（西班牙語：Jesús Ricardo Angulo，1997年2月20日—），墨西哥男子足球运动员，司职边后卫。他曾代表墨西哥国奥队参加2020年夏季奥林匹克运动会足球比赛，获得一枚铜牌。